# Mörttjärnen (Hällesjö socken, Jämtland, 696254-150729)
Mörttjärnen är en sjö i Bräcke kommun i Jämtland och ingår i Ljungans huvudavrinningsområde. Mörttjärnen ligger i Djupdalsbäcken Natura 2000-område.